# ホーウェル魚雷
ホーウェル魚雷（Howell Automobile Torpedo）とは、アメリカ海軍によって一定の数が量産された最初の自走式魚雷である。これはホーウェル マークI魚雷と呼ばれた。この兵器はアメリカ海軍のジョン・アダムス・ホーウェル少佐によって1870年に考案されたもので、エネルギーを蓄えるために60kgのフライホイールを毎分10,000から12,000回転という超高速で回し、プロペラを駆動させた。

## 設計

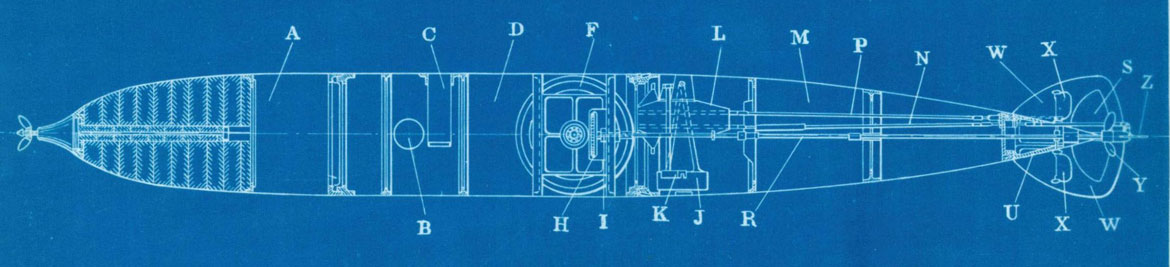
ホーウェル魚雷の一般的な内部構造図。アメリカ海軍の1896年のマニュアルから。

複雑なエンジンと燃料系統を搭載しないという理由から、ホーウェル魚雷は主な競争相手であるホワイトヘッド魚雷よりも製造が容易で安価だった。加えて、ホワイトヘッド魚雷との相違としてホーウェル魚雷は無航跡であり、魚雷を発射した艦艇の位置を暴露することがなかった。ただしこの兵器のフライホイールは極めて騒々しかった。またフライホイールを完全に回転させるための蒸気タービンを必要とした。同時代のホワイトヘッド魚雷とのさらなる相違は、ホーウェル魚雷がフライホイールのジャイロ効果により直線を維持して走ったことである。片側から一つの波が来ると、ホワイトヘッド魚雷は進路が逸れる、というよりもロールを起こす傾向があった。このロールは容易に舵によって修正できた。深度の調整は振り子によって制御され、先駆者であるロバート・ホワイトヘッドの企業秘密となっていた。ホーウェル魚雷はジャイロ効果を用いた最初の魚雷で、これはホーウェルが特許を保有した。1895年、方向安定性を改善しようと試みた際、ホワイトヘッドはルートヴィヒ・オプリーの設計を採用したジャイロスコープを搭載し、これについてホーウェルは特許権侵害訴訟を行った。

## 製造

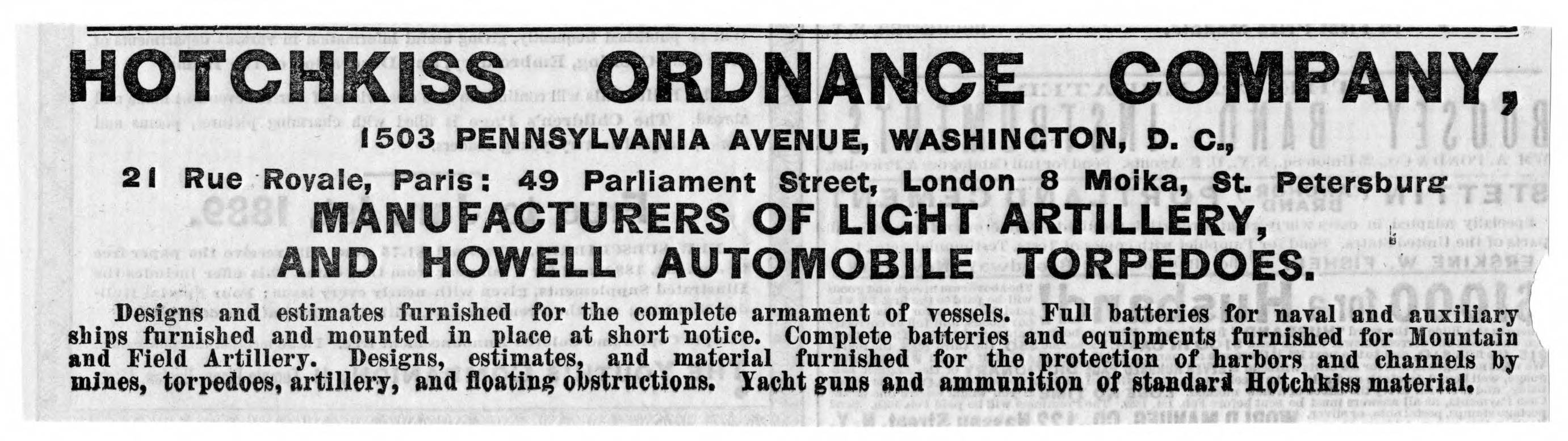
ホチキス兵器会社によるホーウェル魚雷の広告。公表は1888年11月11日。

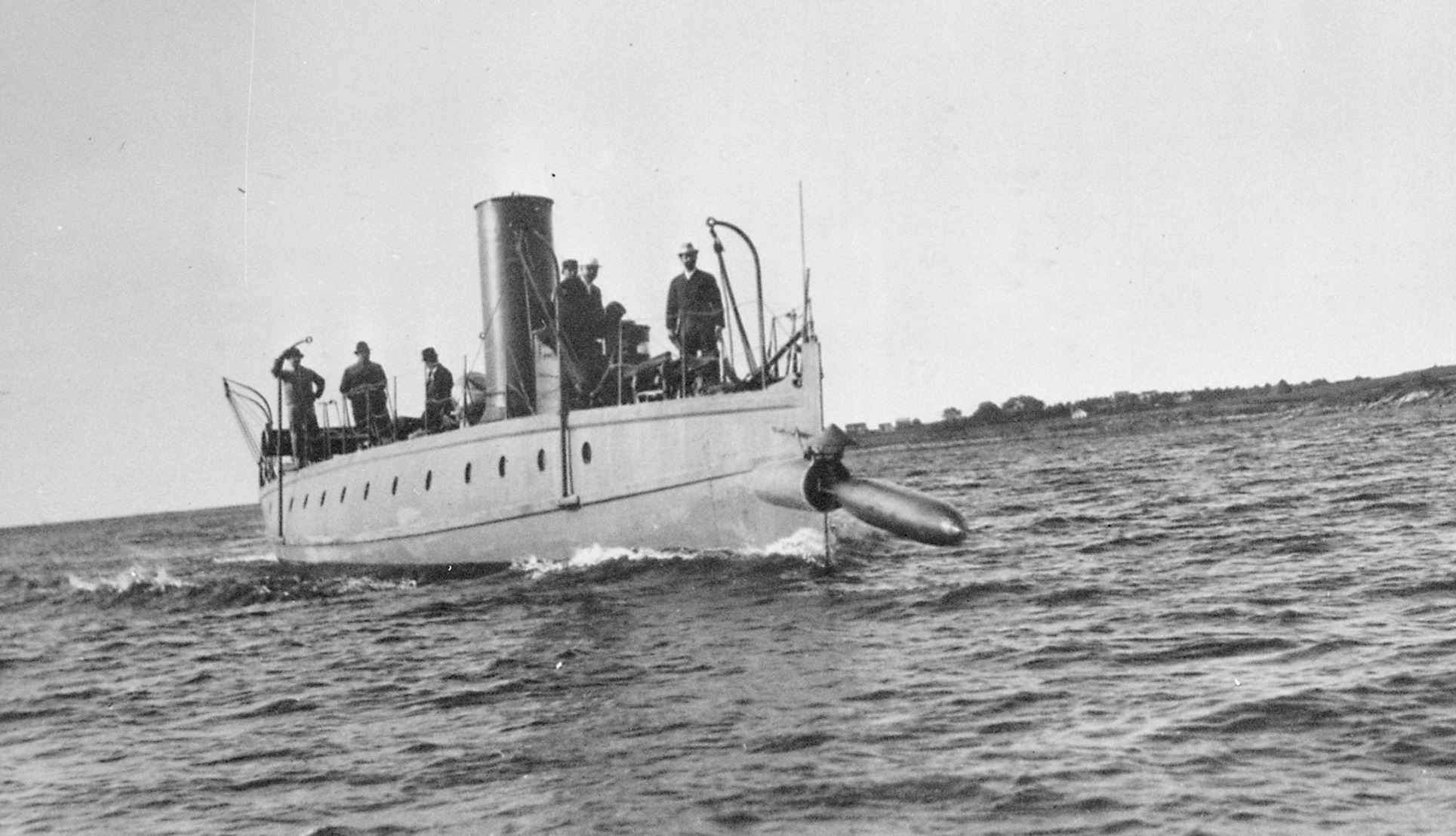
水雷艇「スティレット」がホーウェル魚雷を発射したところ。1890年頃。

計画の資金不足、兵器としての魚雷の斬新さ、海軍高官の無理解によって非常に開発が遅延した後、1889年、50本のホーウェル マークI魚雷が発注された。担当はロード・アイランド州プロビデンスのホチキス兵器会社だった。これは直径36cm、全長330cm、重量43.5kgの弾頭を備え、射程は365mで雷速は25ノットだった。同世代のホワイトヘッド魚雷はE・W・ブリス・カンパニーで製造され、より優れた性能と、もっと大きな発展の可能性を有した。
これら50本のホーウェル魚雷は唯一の量産例である。1892年、ホーウェル魚雷は、改善が急速に施されたホワイトヘッド魚雷に代替されていった。最終的にホーウェル魚雷の欠点が除去されることはなかった。したがってもし静粛化が施された場合、騒音による損失が軽減されたかは未知である。
同時代に行われたホーウェル魚雷の運用試験の記録では、その性能について記述している。そこでこの魚雷は「4分間にわたり水面に沿って極めて速い雷速で走り、また非常に均等な速度だった」こと、また「水平方向への逸走はなく、優に900ヤード（約823m）を走った」ことが挙げられている。

## 残存物

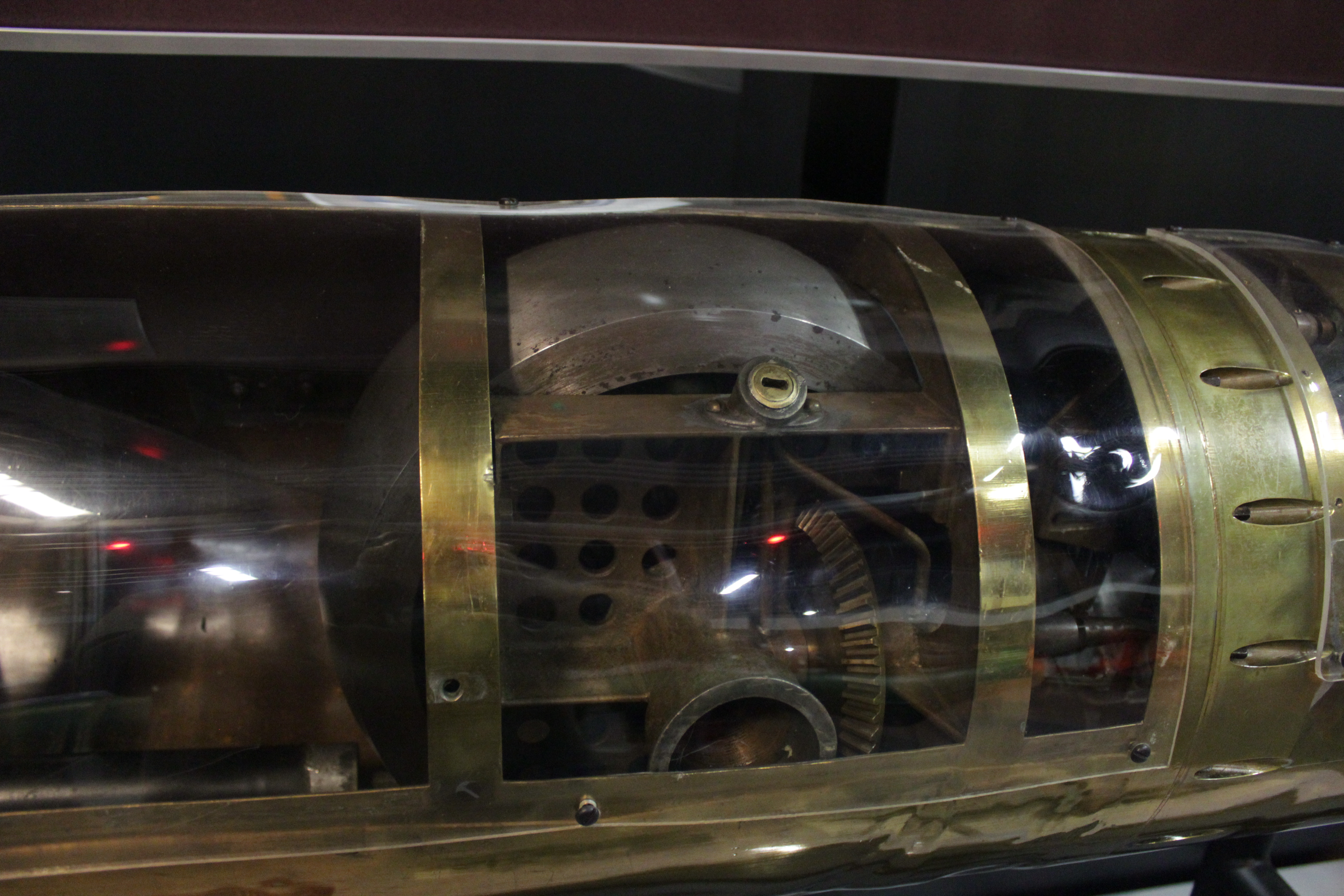
ホーウェル魚雷のフライホイール部分

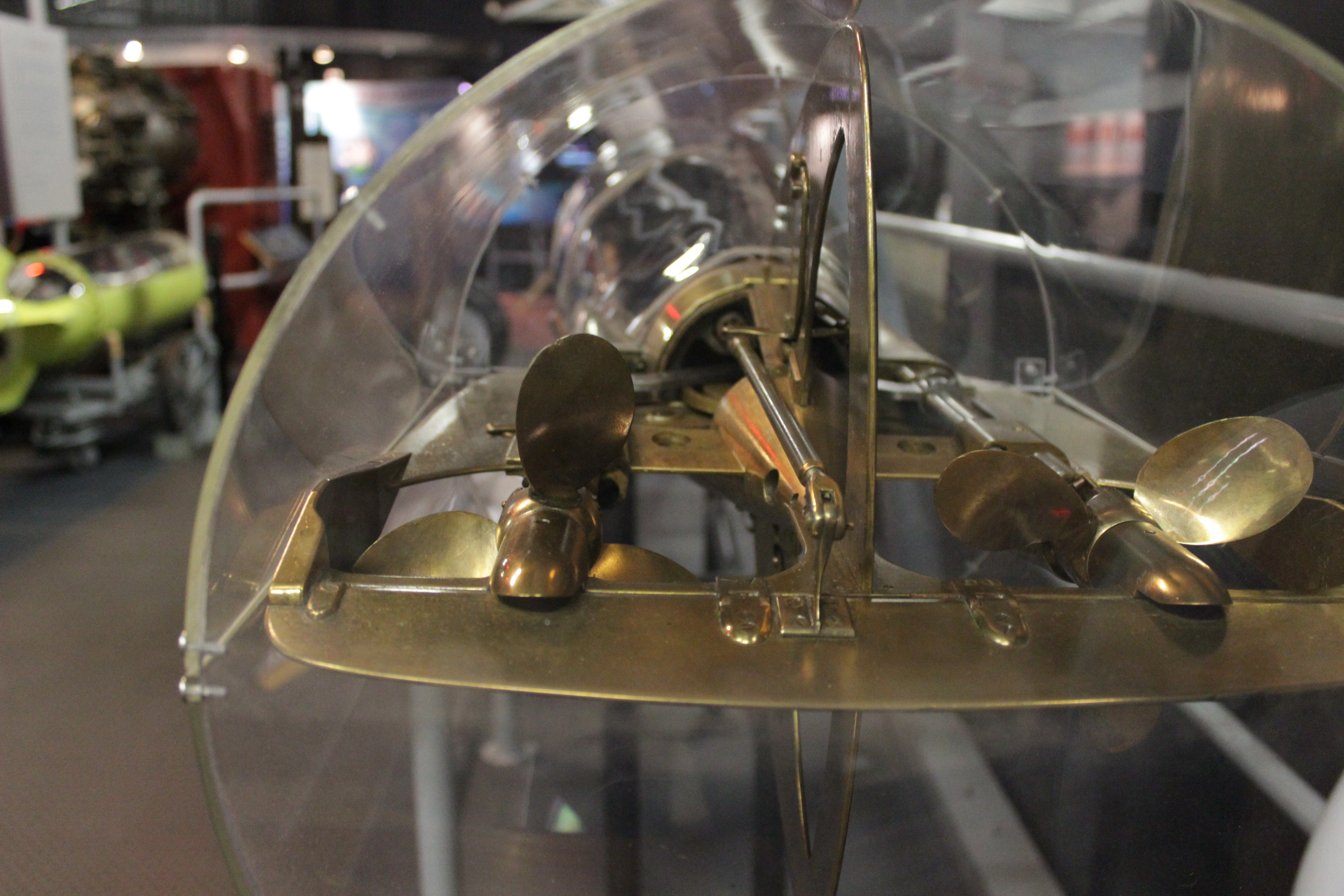
後方からの視点、プロペラが示されている。

2013年5月、アメリカ海軍の訓練を受けたイルカにより、ホーウェル魚雷の残骸の2部分が、カリフォルニア州コロナド付近の海底で発見された。この発見の以前には、ホーウェル魚雷は2本のみの残存が確認されていた。1本は海軍潜水博物館、およびもう1つはロード・アイランド州ニューポートの海軍大学校博物館である。